# Bunops serricaudata
Bunops serricaudata är en kräftdjursart som först beskrevs av Daday 1888.  Bunops serricaudata ingår i släktet Bunops och familjen Macrothricidae. Inga underarter finns listade.